# Oberpframmern
Oberpframmern är en kommun och ort i Landkreis Ebersberg i Regierungsbezirk Oberbayern i förbundslandet Bayern i Tyskland.
Kommunen ingår i kommunalförbundet Glonn tillsammans med köpingen Glonn och kommunerna Baiern, Bruck, Egmating och Moosach.